# Auguste Blanchot de Brenas
Auguste Blanchot de Brenas (1828-1877) est un écrivain et poète français.

## Biographie
Auguste Blanchot (il ajouta plus tard « de Brenas » à son nom, sa mère Louise Narcisse Gabrielle de Brenas étant la dernière à porter ce nom) naît à Yssingeaux le 1er février 1828, d'un père militaire puis greffier.
Après des études classiques à Lyon, il se consacre au droit à Dijon. Il fait carrière dans la magistrature et devient juge au tribunal d'Yssingeaux, puis au tribunal de Cusset.
Il était membre de l'Académie du Puy, de celle de Clermont-Ferrand, de la Société littéraire de Lyon , du Congrès scientifique de France et a participé aux travaux de l'Académie des Jeux floraux de Toulouse.
En 1858, jeune voyageur, il entend un sermon dans un village des Corbières. Il relate son voyage sous la forme d'un feuilleton publié sous le titre « Avec mon ami Félix » dans l'hebdomadaire La France littéraire, artistique et scientifique. Le sermon du curé de Cucugnan apparaît dans le numéro du 30 juillet 1859. Blanchot y affirme que la scène se situe dans un hameau où la ferveur était en décroissance et qu’il appelle Cucugnan. Il précise en note que « l’anecdote n’a pas eu lieu à Cucugnan : ce nom a été pris au hasard pour ne froisser aucune susceptibilité ». 
Auguste Blanchot de Brenas décède le 17 septembre 1877 à Murol, des suites d'une chute de cheval.

## Œuvres
- Souvenirs de l'indépendance grecque, Yssingeaux, 1854
- Avec mon ami Félix, La France littéraire, artistique et scientifique, 30 juillet 1859 lire en ligne sur Gallica
- Les Vellaviennes, Paris, Dentu, 1855  — poésies publiées sous le nom de Marc du Velay
- « Sous le froc », La France littéraire, artistique, scientifique, 1858 lire en ligne sur Gallica
- « Le psautier du diable », feuilleton, La France littéraire, artistique, scientifique, 1859 lire en ligne sur Gallica
- « Le pin », Annales de la Société d'agriculture, sciences, arts et commerce du Puy,‎ 1859 (lire en ligne)
- Armorial du Velay  — resté inédit, il est à la base de la publication du Livre d'or du Velay, Lyon, Louis Brun, 1910

## Accueil critique
- « Si M. Blanchot de Brenas est aujourd'hui le poète favori du Velay, c'est qu'il a pu s'écrier : Montagnes du Velay , mes sauvages nourrices , J'ai dit vos bois, vos lacs, vos torrents, vos déserts, Vos bleuâtres sommets et vos noirs précipices : Toutes vos nobles tours ont leur nom dans mes vers. Oui M. Blanchot de Brenas aime à rire , et c'est une qualité sérieuse aujourd'hui, par ce temps de pleurnicheurs » — Paul Jalat, La France littéraire, artistique, scientifique, 13 aout 1859, p. 737 lire en ligne sur Gallica